# 印春荣
印春荣（1964年7月—），云南昌宁人，国家移民管理局综合司副参谋长，一级警监警衔，公安边防部队缉毒英雄。现任国家移民管理局常备力量第二总队政治委员。

## 生平
1982年10月印春荣入伍，长期从事缉毒工作，数百次深入边境一线，数十次面对毒贩的枪口，30余次打入贩毒集团卧底开展侦查，但其早年而非缉毒武警而是军医。2002年5月，印春荣扮成“马仔三哥”独自同毒贩见面，最终将毒贩巧妙引入包围圈，并赤手空拳夺枪，与战友一同生擒2名毒贩，当场缴获冰毒53公斤，摧毁了一个带有黑社会性质的贩毒集团。2003年11月，印春荣打入国际贩毒集团，辗转中国3省7市，与2名毒贩共同吃住19天，成功获取并发出关键情报，最终打掉了日产20公斤的冰毒加工厂，缴获毒品231.86公斤、毒资695万元人民币。
1998年至2017年，作为侦办主力人员，印春荣先后破获贩毒案件3234起，抓获犯罪嫌疑人4246名，缴获毒品4.62吨、易制毒化学品487吨、毒资3520余万元人民币，印春荣个人参与缉毒量创下了公安边防部队之最。
2014年8月，印春荣提任云南省公安边防总队普洱市支队支队长。截至2017年，印春荣先后30多次率中方代表团与越南、老挝、缅甸边防部门举行会晤；组织成立了“智慧边防”智库小组，在边境一线建成了数字化边境管控体系。2017年，普洱边防辖区治安案件发案率比2014年下降67%，刑事案件发案率下降40%。印春荣经多方协调，在云南省西盟佤族自治县力所拉祜族乡建立了“依网爱心”传递站，为当地少数民族群众募集到78万元人民币的扶贫物资。印春荣还争取到32万元人民币经费，在西盟佤族自治县、江城哈尼族彝族自治县分别建了爱民茶叶加工厂、黑山羊养殖这两个脱贫项目，使辖区贫困群众家庭收入逐年翻番。
2017年7月，中央军委主席习近平签署命令，授予印春荣等10位同志“八一勋章”。2017年7月28日，中央军委颁授“八一勋章”和授予荣誉称号仪式在北京八一大楼举行，中共中央总书记、国家主席、中央军委主席习近平向印春荣等10位“八一勋章”获得者颁授勋章和证书。这是“八一勋章”首次颁授。印春荣同时获授“独具虎胆、出生入死的缉毒英雄”荣誉称号。
2017年末，升任公安部边防管理局司令部副参谋长，武警上校警衔。